# Michael Parkinson
Sir Michael Parkinson CBE (* 28. März 1935 in Cudworth, South Yorkshire; † 16. August 2023 in Bray, Berkshire) war ein britischer Fernsehmoderator, Journalist und Autor. Er moderierte in seiner seit 1961 andauernden Laufbahn eine Vielzahl von Fernsehprogrammen, darunter von 1971 bis 1982 und von 1998 bis 2007 die Talkshow Parkinson.

## Leben
Michael Parkinson besuchte die Holgate Grammar School in Barnsley. In seiner Jugendzeit betätigte er sich als Cricketspieler im Barnsley Cricket Club. Nach seinem Schulabschluss arbeitete Parkinson als Journalist für lokale Zeitungen, ehe er Artikel für große Zeitungen wie The Guardian und den Daily Express schrieb. Ab Juli 1955 absolvierte er eine zweijährige Wehrdienstzeit beim Royal Army Pay Corps, wo er den Rang eines Captain erreichte.
Ab 1961 arbeitete Parkinson bei Granada Television, ehe er im März 1966 einer der Reporter und Ansager der täglichen Nachrichtensendung Twenty-Four Hours auf BBC One wurde. Nach seinem Ausstieg aus dem Programm im Januar 1968 moderierte Parkinson ab 1969 mit der Filmkritik Cinema auf Granada Television seine erste eigene Sendung, in der er mit Laurence Olivier auch seinen ersten prominenten Gast interviewte.
Im Juli 1971 startete die BBC-Talkshow Parkinson. In jeder Sendung wurden mehrere prominente Gäste eingeladen, besonders bekannte Persönlichkeiten erhielten eine Extrasendung für sich allein. Zu diesen Gästen zählten unter anderem Fred Astaire, Orson Welles, Alec Guinness, Paul McCartney, Muhammad Ali, George Michael, Madonna, John Cleese und Mel Gibson. Einige Prominente wie die Schauspieler David Niven oder Peter Ustinov waren mehrfach in Parkinsons Show zu Gast. Nach dem Ende der Talkshow im April 1982 betätigte er sich unter anderem als Moderator des Morgenprogramms TV-am (1983), der Spielshow Give Us a Clue (1984 bis 1992) sowie der kurzlebigen Talkshow Parkinson One to One (1987 bis 1988). Zudem war Parkinson seit 1971 gelegentlich in kleinen Filmrollen zu sehen, in denen er meistens sich selbst oder einen Fernsehmoderator spielte. Unter anderem hatte er einen Auftritt in der 2003 erschienenen Liebeskomödie Tatsächlich… Liebe.
1992 war Parkinson als Moderator einer vermeintlichen Livesendung mit Geisterjägern in der zu Halloween ausgestrahlten Mockumentary Ghostwatch zu sehen, die nach ihrer Ausstrahlung in die Kritik geriet, da viele Zuschauer die gezeigten Ereignisse für echt hielten. 1995 bis 1998 moderierte er die Quizshow Going for a Song, ehe er ab 1998 wieder seine zuerst auf BBC One und ab 2004 auf ITV ausgestrahlte Talkshow Parkinson moderierte. 2007 hatte Parkinson einen Gastauftritt in der australischen Seifenoper Nachbarn. Im November 2007 empfing er mit Jamie Cullum den letzten Studiogast in seiner Talkshow, ehe er seinen Rückzug aus dem Fernsehen bekannt gab. In über 500 Sendungen waren fast 2000 Prominente bei Parkinson zu Gast. Ab September 2008 veröffentlichte Parkinson auf seiner Internetseite michaelparkinson.tv neue Interviews mit Persönlichkeiten wie Nelson Mandela. Im November 2012 kehrte er mit der Talkshow Parkinson: Masterclass auf Sky Arts ins Fernsehen zurück.
Neben seiner Fernsehkarriere war Parkinson auch in der Radiobranche tätig. So moderierte er von 1985 bis 1988 die Kultursendung Desert Island Discs als Ersatz für den verstorbenen Roy Plomley auf BBC Radio 4. Parkinson betätigte sich zudem weiter als Journalist für verschiedene Zeitungen sowie als Autor der Kinderbuchreihe The Woofits in den 1980er Jahren. 2008 veröffentlichte er mit Parky: My Autobiography seine Autobiografie.
Michael Parkinson war seit 1959 mit der britischen Journalistin und Moderatorin Mary Parkinson verheiratet. Das Paar hat drei gemeinsame Söhne.
1973 war Parkinson zusammen mit weiteren Persönlichkeiten wie Christopher Lee und James Coburn auf dem Cover des Albums Band on the Run von Paul McCartneys Band Wings abgebildet. Im Musikvideo zum Lied Moves like Jagger von Maroon 5 aus dem Jahr 2011 sind Ausschnitte eines Interviews von Parkinson mit Mick Jagger von 1964 zu sehen. 2008 war Parkinson Studiogast in der zwölften Staffel des Automagazins Top Gear.
Parkinson verstarb am 16. August 2023 nach kurzer Krankheit im Alter von 88 Jahren im Kreise seiner Familie.

## Auszeichnungen
- 1999: Honoris causa der University of Lincoln
- 2000: Commander des Order of the British Empire
- 2008: Honoris causa der University of Huddersfield
- 2008: Ernennung zum Knight Bachelor

## Filmografie (Auswahl)
- 1974: Das Schreckenshaus des Dr. Death (Madhouse)
- 1992: Ghostwatch (Mockumentary)
- 1995: Brookside (Fernsehserie, eine Folge)
- 2003: Tatsächlich… Liebe (Love Actually)
- 2007: Nachbarn (Neighbours; Fernsehserie, eine Folge)
- 2009: The Damned United – Der ewige Gegner (The Damned United)